# NGC 1352
NGC 1352 ist eine Linsenförmige Galaxie vom Hubble-Typ SB0 im Sternbild Eridanus am Südsternhimmel. Sie ist schätzungsweise 191 Millionen Lichtjahre von der Milchstraße entfernt und hat einen Durchmesser von etwa 55.000 Lichtjahren.
Im selben Himmelsareal befindet sich u. a. die Galaxie NGC 1359.
Das Objekt wurde am 11. Dezember 1835 von John Herschel entdeckt.